# Павлусенко Андрій Трохимович
Андрій Трохимович Павлусе́нко (15 жовтня 1914, Хижинці — 26 листопада 2000, Хижинці) — український бандурист, композитор, поет; член Національної спілки кобзарів України. Батько художника Миколи Павлусенка, дід художниці Наталії Павлусенко.

## Біографії
Народився 2 [15] жовтня 1914 року в селі Хижинцях (нині Вінницький район Вінницької області, Україна). Протягом 1932—1933 років навчався в Одеському художньому училищі; 1939 року закінчив Вінницький педагогічний інститут. З 1940 року служив у Червоній армії. Брав участь у німецько-радянській війні.
Гри на бандурі навчався у Андрія Бобиря. Працював учителем малювання та співів у рідному селі; з 1956 року вів у школі та Будинку культури самодіяльні хори та капели бандуристів. У 1960-ті роки закінчив Вінницьке музичне училище.
1989 року виступав на Святі кобзарського мистецтва в Каневі; у 1990 році був учасником З'їзду кобзарів та лірників у Києві. З відкриттям церкви у рідному селі керував її хором. 
У репертуарі переважали українські народні пісні (понад 300), зокрема «Розвивайся ти, дубочку», «Смутний вечір, смутний ранок», «Чого ж ясен-місяцю», «Калинонька», «На городі конопельки», «Якби я був полтавський соцький», власні твори та обробки.
Помер у Хижинцях 26 листопада 2000 року. У рідному селі на його честь названо вулицю.